# Bundeskindergeldgesetz
Bundeskindergeldgesetz (BKGG) ist ein Bundesgesetz, das die Regelungen zum Kindergeld in Deutschland enthält. Es gilt für beschränkt Steuerpflichtige, während für unbeschränkt Steuerpflichtige das Einkommensteuergesetz (§§ 31 f. und §§ 62 ff. EStG) gilt. Das Bundeskindergeldgesetz hat zum 1. Juli 1964 das Kindergeldgesetz vom 13. November 1954 (BGBl. I S. 333) abgelöst. 

## Inhalt
Das Bundeskindergeldgesetz besteht aus vier Abschnitten. Der erste Abschnitt regelt in §§ 1 bis 6d die Leistungen. Im zweiten Abschnitt finden sich in §§ 7 bis 15 Bestimmungen zur Organisation und Verfahren. Der dritte Abschnitt enthält in § 16 eine Bußgeldvorschrift. Im vierten Abschnitt finden sich in §§ 17 bis 22 Übergangs- und Schlussvorschriften.
Eng mit dem BKGG verwoben ist das Einkommensteuergesetz (EStG). So verweist beispielsweise § 1 Abs. 1 Satz 1 BKGG für die Anspruchsberechtigung des Kindergelds auf § 1 Abs. 1 und 2 EStG.
Einkommensteuerrechtlich werden Kinder entweder durch den Kinderfreibetrag oder durch das Kindergeld gefördert. Welche von beiden Leistungen für den Steuerpflichtigen besser ist, prüft die Finanzbehörde von Amts wegen (sog. Günstigerprüfung). Erweist sich der Kinderfreibetrag als günstiger, wird das Kindergeld wieder angerechnet.
Im BKGG sind auch die Leistungen für Bildung und Teilhabe nach § 6b BKGG und der Kinderzuschlag nach § 6a BKGG geregelt.
Bei der Durchführung des Bundeskindergeldgesetzes durch die Familienkasse der Bundesagentur für Arbeit sind Fachaufsichtsbeschwerden der Betroffenen an das Bundesministerium für Familie, Senioren, Frauen und Jugend zu adressieren (§ 7 Abs. 1 BKGG).